# Небулярна гіпотеза

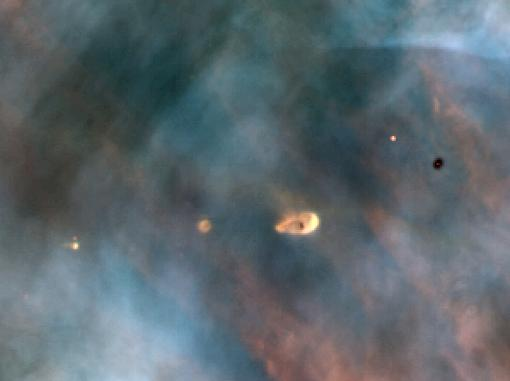
Протопланетарний диск у туманності Оріона. Знімок телескопа «Габбл».

Небулярна гіпотеза або гіпотеза Канта—Лапласа — найбільш загальноприйнята модель в галузі космогонії для пояснення формування та еволюції Сонячної системи та інших планетних систем. Вона припускає, що Сонячна система утворилась з газу та пилу, що оберталися навколо Сонця та з часом об'єднались у планети. Теорія була розроблена Іммануїлом Кантом й опублікована в його «Загальній природничій історії й теорії неба» (1755), а потім модифікована в 1796 році П'єром Лапласом. Цю розроблену для Сонячної системи модель планетоутворення тепер застосовують і до інших планетних систем.
Відповідно до небулярної теорії, зорі утворюються в масивних і щільних хмарах молекулярного водню — гігантських молекулярних хмарах. Ці хмари нестійкі, і речовина зливається в них у щільніші згустки, які потім стискаються та утворюють зорі. На пізніх стадіях зореутворення газ, обертаючись, продовжує осідати на молоду зорю і завдяки відцентровій силі утворює навколо неї протопланетний диск. Він, в свою чергу, може призвести до зародження планет за певних, недостатньо відомих обставин. Таким чином, утворення планетних систем вважається природним результатом утворення зір. Формування зорі, подібної до Сонця, зазвичай займає приблизно 1 мільйон років, а протопланетний диск еволюціонує в планетарну систему протягом наступних 10—100 мільйонів років.
Протопланетний диск — це акреційний диск, який живить центральну зорю. Спочатку диск дуже гарячий. З часом він охолоджується — на так званій стадії зорі T Тельця, де можуть утворюватися дрібні кам'яні та льодові пилинки. Такі пилинки можуть злипатися в планетезималі кілометрового розміру. Якщо диск достатньо масивний, починається самоприскорюване зростання, що призводить до швидкого (протягом 100 000 — 300 000 років) утворення планетних зародків — протопланет діапазоном розмірів від Місяця до Марса. Поблизу зорі зародки планет проходять стадію бурхливого злиття, утворюючи кілька планет земної групи. Останній етап займає приблизно від 100 мільйонів до мільярдів років.
Утворення планет-гігантів відбувається далі від зорі, за лінією замерзання. Там зародки планет в кілька разів масивніші, ніж у внутрішній частині диска, бо містять не тільки камені, а й різні типи льоду. Що відбувається після формування таких протопланет, до кінця не ясно. Деякі з них можуть продовжувати поглинати газ з навколишнього диска і врешті-решт досягають 5—10 мас Землі — порогового значення, необхідного для початку акреції воднево-гелієвого газу з диска. Спочатку газ накопичується в ядрі повільно, і цей процес триває кілька мільйонів років. Однак, коли протопланета, що формується, досягає приблизно 30 мас Землі, швидкість накопичення різко зростає і продовжується безперервно. Вважається, що планети, схожі на Юпітер і Сатурн, накопичують основну частину своєї маси лише протягом 10 000 років. Акреція припиняється, коли газ вичерпується. Утворені планети можуть мігрувати на великі відстані під час або після свого формування. Крижані гіганти, як-от Уран і Нептун, вважаються невдалими ядрами, які утворилися надто пізно, коли диск майже зник.

## Історія
Перші ідеї небулярної теорії в 1734 році описав Емануїл Сведенборг. Іммануїл Кант, ознайомившись з роботами Сведенборга, розвинув цю теорію далі, опублікувавши у 1755 році власну «Загальну природну історію та теорію неба», де він стверджував, що газові туманності повільно обертаються, поступово стискаються та сплющуються під дією сили тяжіння, зрештою утворюючи зорі і планети.
П'єр-Сімон Лаплас незалежно розробив і запропонував подібну модель у 1796 році у своєму «Описі системи світу». Його модель була схожа на модель Канта, але була більш детальною і у меншому масштабі. Він передбачив, що Сонце спочатку мало розширену гарячу атмосферу по всьому об'єму Сонячної системи. Його теорія описувала протосонячну хмару — протосонячну туманність, яка стискається й охолоджується. Коли ця хмара охолоджувалась і стискалась, вона сплющувалась і оберталась швидше, розкидаючи низку газоподібних кілець матеріалу. Таким чином, планети конденсувалися з цього матеріалу. Хоча лапласівська небулярна модель домінувала в XIX столітті, вона зіткнулася з рядом труднощів. Основна проблема пов'язана з розподілом моменту імпульсу між Сонцем і планетами. Планети мають 99 % кутового моменту, і цей факт неможливо пояснити небулярною моделлю. Так, астрономи в основному відмовилися від цієї теорії формування планет на початку 20 століття.
За деякими даними, серйозна критика надійшла у XIX столітті від Джеймса Клерка Максвелла (1831—1879), який, мовляв, стверджував, що різне обертання між внутрішньою та зовнішньою частинами кільця не дозволяє матеріалу конденсувати. Проте, як критика, так і приписування цього твердження Максвеллу були визнані невірними. Після подальшого дослідження виявилось, що початкова помилка була зроблена Джорджем Гамовим у деяких популярних публікаціях, і відтоді постійно поширюється. Астроном сер Девід Брюстер також відхилив Лапласа, написавши в 1876 році, що «ті, хто вірить у небулярну теорію, вбачають беззаперечним, що наша Земля отримала свою тверду речовину та свою атмосферу з кільця, викинутого з сонячної атмосфери, яке згодом стиснулося в тверду земну сферу, з якої таким же процесом був скинутий Місяць». Він стверджував, що з такої точки зору «Місяць обов'язково повинен був винести воду і повітря з водної та повітряної частин Землі і мати атмосферу». Брюстер заявляв, що релігійні переконання сера Ісаака Ньютона раніше вважали небулярні ідеї прихильними до атеїзму, і наводив його слова про те, що «виростання нових систем зі старих без посередництва божественної сили здавалося йому очевидно абсурдним».
Помітні недоліки моделі Лапласа спонукали вчених знайти їй заміну. У XX столітті багато теорій повертались до цього питання, проте жодна з них не виявилася повністю успішною, та більшість були оглядовими. До таких моделей можна віднести планетезимальну теорію Томаса Чемберліна та Форест Моултона (1901), приливну модель Джеймса Джинса (1917), акреційну модель Отто Шмідта (1944), теорію протопланет Вільяма Маккреа (1960) і, нарешті, теорія захоплення Майкла Вулфсона. У 1978 році Ендрю Прентіс відродив початкові ідеї Лапласа про формування планет і розвинув сучасну теорію Лапласа.
Широко прийнятим сучасним варіантом небулярної теорії є модель сонячного небулярного диска або сонячна небулярна модель. Деякі елементи оригінальної небулярної теорії відображені в сучасних теоріях формування планет, але більшість елементів були замінені.
За народження сучасної загальновизнаної теорії формування планет — моделі сонячного небулярного диска можна віддячити радянського астронома Віктора Сафронова. Його книга «Еволюція протопланетної хмари та формування Землі та планет» (1969 року), мала тривалий вплив на те, як вчені думають про формування планет. Майже всі основні проблеми процесу планетоутворення були сформульовані (та деякі навіть розв'язані) у цій книзі. У 1972 році вона була перекладена англійською мовою. Ідеї Сафронова отримали подальший розвиток у роботах Джорджа Ветеріла, який відкрив неконтрольовану акрецію. Хоча спочатку модель сонячного небулярного диска застосовувався лише до Сонячної системи, згодом теоретики вважали, що ця модель діє по всьому Всесвіту; станом на 26 січня 2024 року астрономи виявили в нашій галактиці 7 408 позасонячних планет.

## Модель сонячної туманності: досягнення та проблеми

### Досягнення

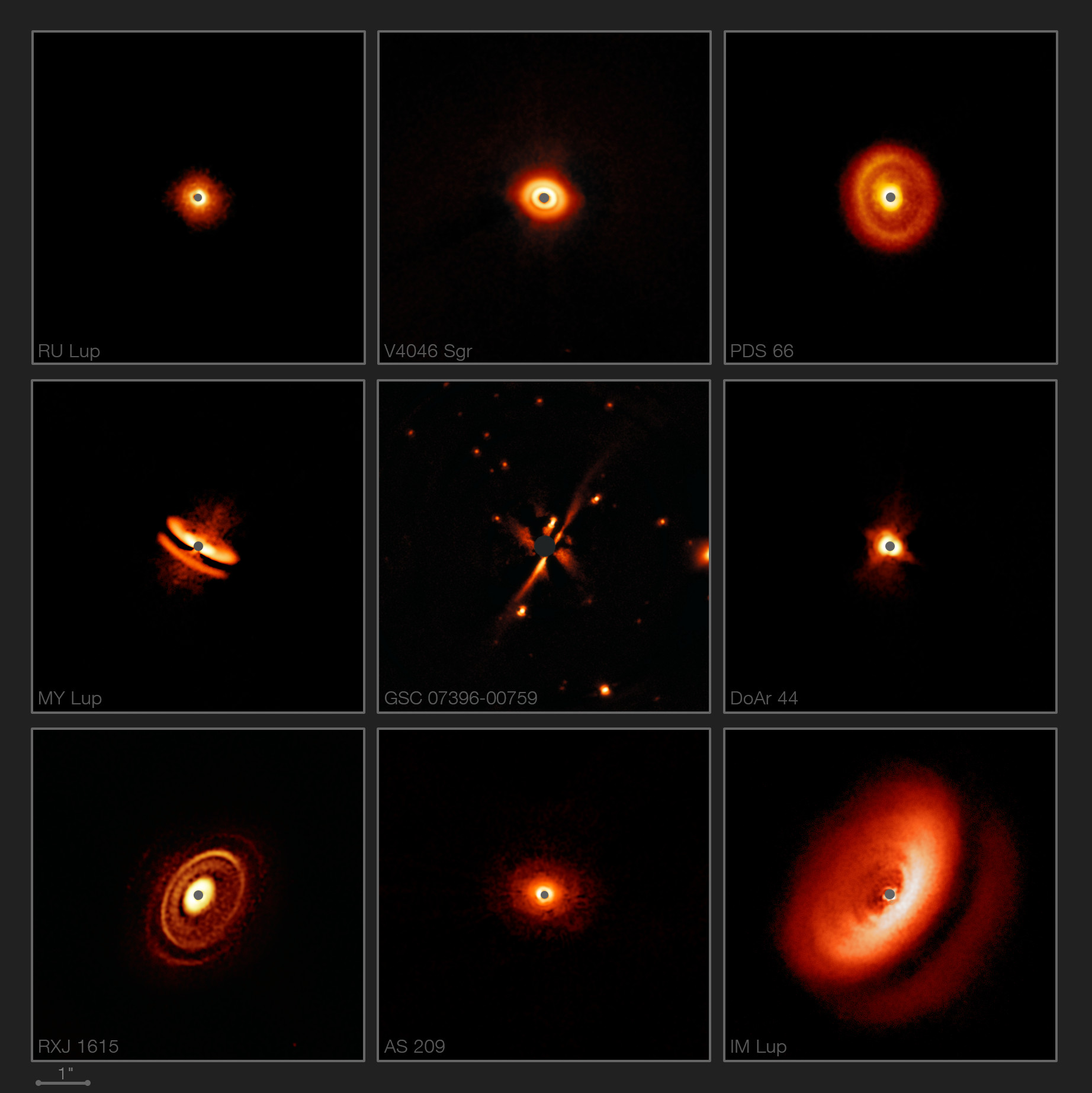
Пилові диски, що оточують найближчі молоді зорі у гарній деталізації

Поява акреційних дисків навколо молодих зоряних об'єктів природним чином витікає з процесу зореутворення. Усі зорі віком приблизно 1 000 000 років, можуть мати такі диски. Цей висновок підтверджується відкриттям газоподібних і пилових дисків навколо протозір і зір типу Т Тельця, а також теоретичними міркуваннями. Спостереження за цими дисками показують, що порошинки всередині них збільшуються в розмірах за короткий (тисячолітній) проміжок часу, створюючи частинки сантиметрового розміру.
Процес нарощування, згідно з яким однокілометрові планетезималі наростають до 1000-кілометрових тіл, зараз добре зрозумілий. Цей процес розвивається всередині будь-якого диска, де щільність планетезималей є доволі високою і протікає безперервно. Пізніше зростання сповільнюється і продовжується олігархічним зростанням. Кінцевим результатом є формування зародків планет різного розміру, які залежать від відстані від зорі. Різні симуляції показали, що злиття зародків у внутрішній частині протопланетного диска призводить до утворення кількох тіл розміром із Землю. Таким чином, питання походження планет земної групи зараз вважається майже вирішеною.

### Актуальні питання
На шляху розвитку фізики акреційних дисків існують деякі проблеми. Одним з найважливіших питань є те, як матеріал, який накопичується протозорею, втрачає свій кутовий момент. Одне з можливих пояснень, запропоноване Ханнесом Альфвеном, полягало в тому, що кутовий момент був викинутий сонячним вітром під час його фази зорі типу T Тельця. Імпульс транспортується до зовнішніх частин диска в’язкими напругами. В’язкість створюється макроскопічною турбулентністю, але точний механізм, який створює цю турбулентність, недостатньо зрозумілий. Іншим можливим процесом втрати кутового моменту є магнітне гальмування, коли обертання зорі передається навколишньому диску через магнітне поле цієї зорі. Основними процесами, відповідальними за зникнення газу в дисках, вважаються в'язка дифузія та фотовипаровування.
В моделі туманного диска, утворення планетезималей є найбільшою невирішеною проблемою. Як одні частинки сантиметрового розміру зливаються в докілометрові планетезималі, є загадкою. Цей механізм, здається, є ключем до питання про те, чому деякі зорі мають планети, в той час як інші не мають нічого навколо них, навіть пояси пилу.
Час формування планет-гігантів також є важливою проблемою. Старі теорії не були спроможні пояснити, як їх ядра могли утворюватися досить швидко, щоб накопичувати значну кількість газу з швидко зникаючого протопланетного диска. Середній термін існування дисків, який становить менше десяти мільйонів (107) років, виявляється коротшим за час, необхідний для формування ядра. Саме в цьому питанні було досягнуто значного прогресу, і теперішні моделі формування гігантських планет тепер здатні пояснити формування Юпітера (або більш масивних планети у часовому проміжку приблизно 4 мільйони років або менше, що в межах середнього часу життя газових дисків.
Іншою потенційною проблемою формування планет-гігантів є їх орбітальна міграція. Деякі розрахунки показують, що взаємодія з диском може спричинити швидку міграцію всередину, яка, якщо її не зупинити, призведе до того, що планета досягне центральних областей, залишаючись при цьому суб'юпітерським об'єктом. Останні розрахунки вказують на те, що еволюція диска під час міграції може пом’якшити цю проблему.

## Утворення зір і протопланетних дисків

### Протозорі

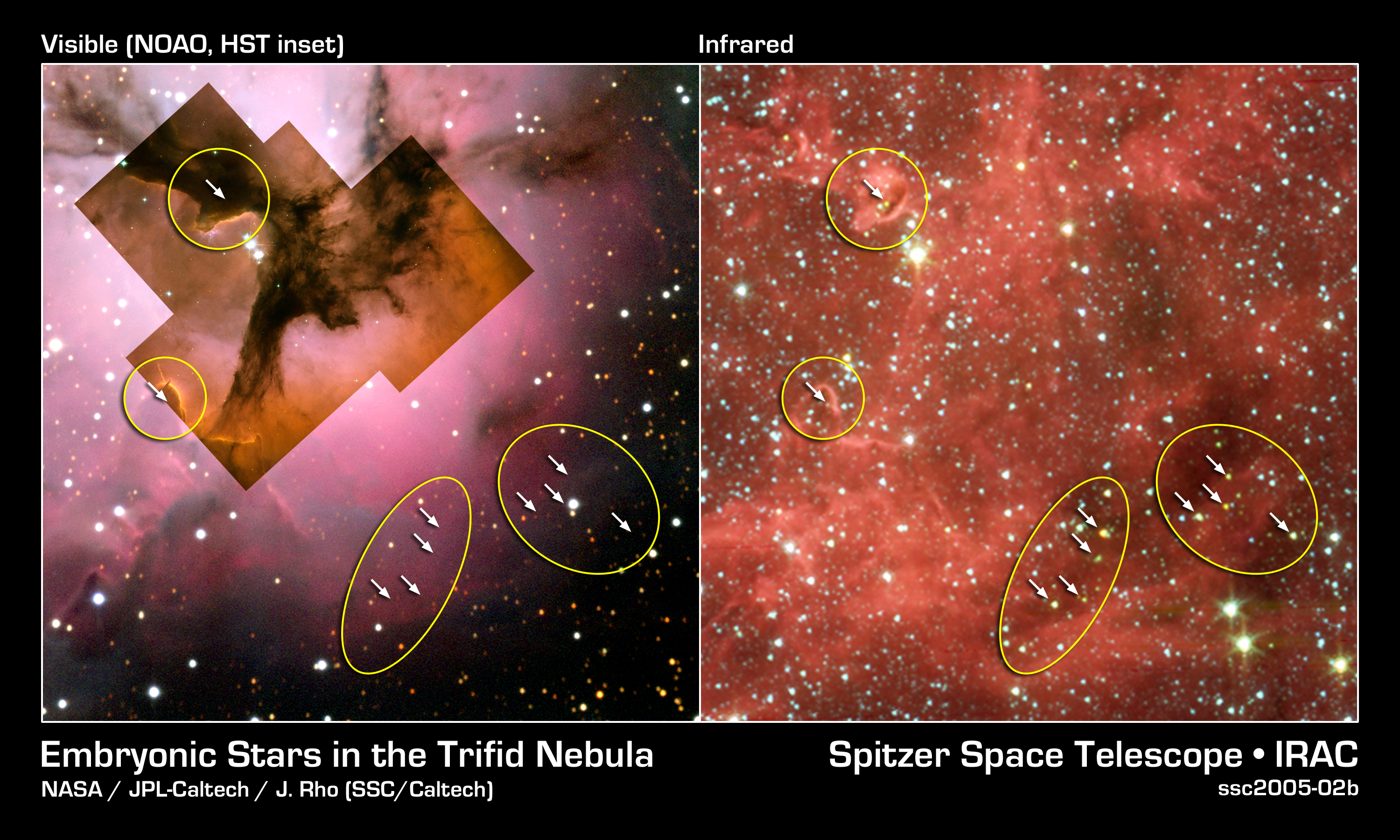
Огляди у видимому (ліворуч) та інфрачервоному (праворуч) спектрах Потрійної туманності — гігантської хмари газу та пилу, що утворює зорі, розташованої на відстані 5400 світлових років від нас у сузір’ї Стрільця

Вважається, що зорі утворюються всередині гігантських хмар холодного молекулярного водню — гігантських молекулярних хмар масою приблизно 300 тисяч мас Сонця (M☉) і діаметром 20 парсек. Протягом мільйонів років гігантські молекулярні хмари схильні до руйнування та фрагментації. Потім ці фрагменти утворюють маленькі щільні ядра, які, у свою чергу, колапсують у зорі. Маса ядер може сягати від долей до кількох Сонячних мас. Такі ядра називаються протозоряні або протосонячні туманності. Вони мають діаметри 0,01 - 0,1пк (2 000–20 000 а.о.) і щільність частинок приблизно від 10 000 до 100 000 см −3 .
Початковий колапс протозоряної туманності сонячної маси займає приблизно 100 000 років. Кожна туманність починається з певної величини кутового моменту. Газ у центральній частині туманності з відносно низьким кутовим моментом зазнає швидкого стиснення та утворює гаряче гідростатичне (не стискуване) ядро, що містить невелику частку маси вихідної туманності. Це ядро формує зачаток того, що стане зорею. Поки триває колапс, збереження кутового моменту означає, що обертання падаючої оболонки прискорюється, що значною мірою перешкоджає безпосередньому накопиченню газу на центральному ядрі. Натомість газ змушений поширюватися назовні вздовж своєї екваторіальної площини, утворюючи диск, який, у свою чергу, зростається з ядром. Маса ядра поступово зростає, поки не стане молодою гарячою протозорею. На цій стадії протозоря та її диск сильно закриті падаючою оболонкою, і їх неможливо спостерігати безпосередньо. Насправді непрозорість решти оболонки настільки висока, що навіть випромінювання міліметрового діапазону важко виходить зсередини. Такі об'єкти спостерігаються як дуже яскраві згущення, які поширюють переважно міліметрове та субміліметрове випромінювання. Вони класифікуються як 0 спектральний клас протозір. Колапс часто супроводжується біполярними витоками — струменями, які витікають уздовж осі обертання передбачуваного диска. Струмені часто спостережувані в областях зореутворення (див. Об’єкти Гербіга-Харо (HH)). Яскравість класу 0 протозір висока — протозоря сонячної маси може випромінювати до 100 сонячних світностей. Джерелом цієї енергії є гравітаційний колапс, оскільки їх ядра ще недостатньо гарячі, щоб почати ядерний синтез.

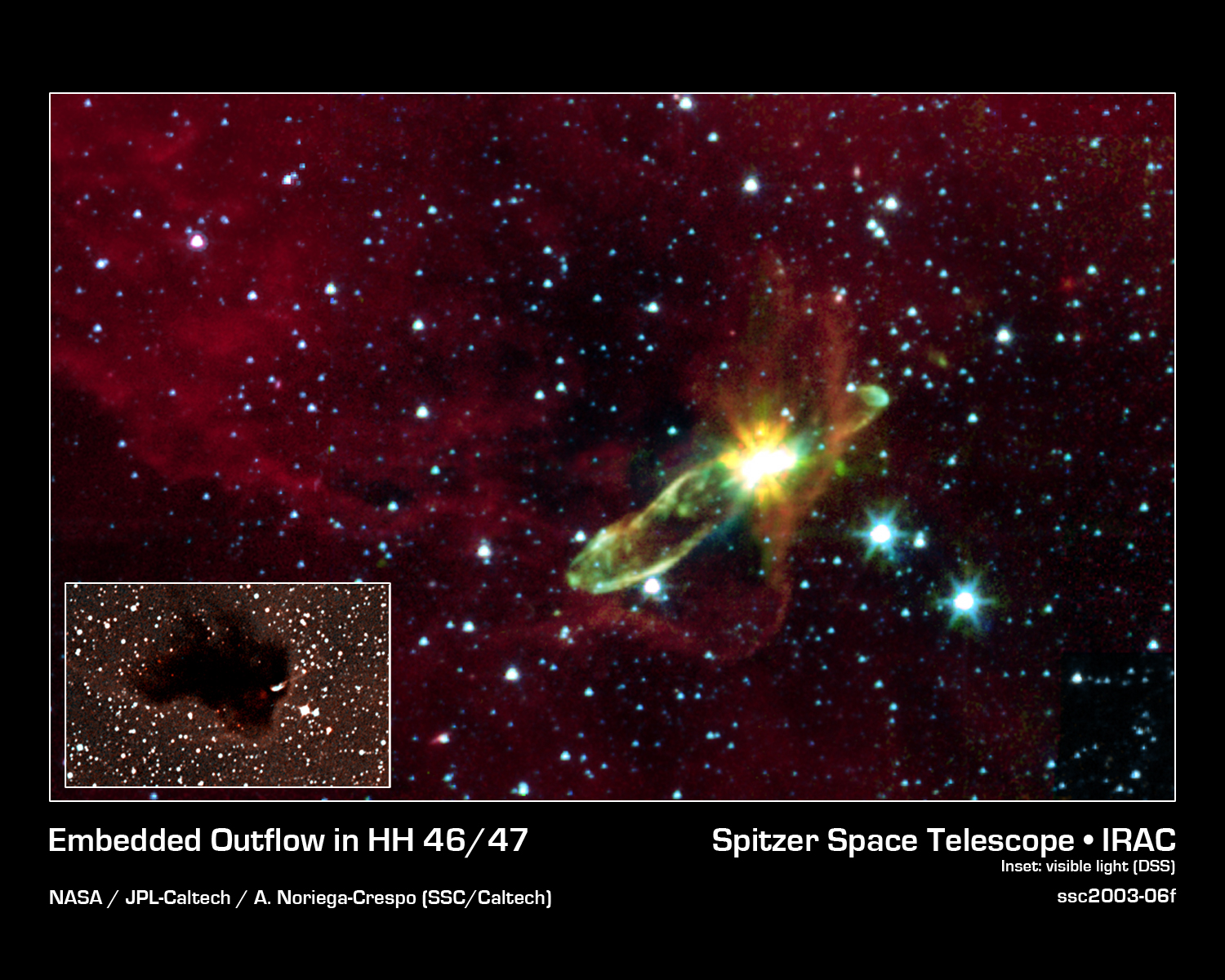
Інфрачервоне зображення молекулярного відтоку від інакше прихованої новонародженої зорі HH 46/47

У міру того як потрапляння його матеріалу на диск продовжується, оболонка зрештою стає тонкою та прозорою, і молодий зоряний об’єкт (YSO) стає доступним для спостереження спочатку в далекому інфрачервоному світлі, а потім у видимому діапазоні. Приблизно в цей час протозоря починає синтезувати дейтерій. Якщо протозоря є достатньо масивною (більше 80 мас Юпітера ( MJ)), відбувається синтез водню. В іншому випадку, якщо його маса занадто мала, об’єкт стає коричневим карликом. Таке народження нової зорі відбувається приблизно через 100 000 років після початку колапсу. Об'єкти на цій стадії відомі як протозорі класу I які також називаються молодими зорями типу T Тельця, розвиненими протозорями або молодими зоряними об'єктами (YSO). До цього часу зоря, що формується, вже накопичила значну частину своєї маси: загальна маса диска та оболонки, що залишилася, не перевищує 10 – 20% маси центральної YSO.
На наступному етапі, приблизно через 1 мільйон років, оболонка повністю зникає, забираючись диском, і протозоря стає класичною зорею Т Тельця. Маса диска навколо класичної зорі типу T Тельця становить близько 1–3% зоряної маси, і вона нарощується зі швидкістю від 10 −7 до 10−9 M☉ за рік. Присутні, зазвичай, і пара біполярних струменів. Акреція пояснює всі особливі властивості класичних зір типу Т Тельця: сильний потік в емісійних лініях (до 100% власної світності зорі), магнітну активність, фотометричну змінність і струмені. Лінії випромінювання фактично утворюються, коли накопичений газ потрапляє на «поверхню» зорі, що відбувається навколо її магнітних полюсів. Струмені є побічними продуктами акреції: вони виносять надмірний кутовий момент. Класична стадія T Тельця триває близько 10 мільйонів років. Врешті решт,  диск зникає через акрецію на центральну зорю, формування планет, викид струменями та фотовипаровування ультрафіолетовим випромінюванням від центральної зорі та сусідніх зір. У результаті молода зоря перетворюється на зорю Т Тельця зі слабкою лінійкою, яка повільно, протягом сотень мільйонів років, еволюціонує у звичайну зорю, схожу на Сонце.

### Протопланетні диски

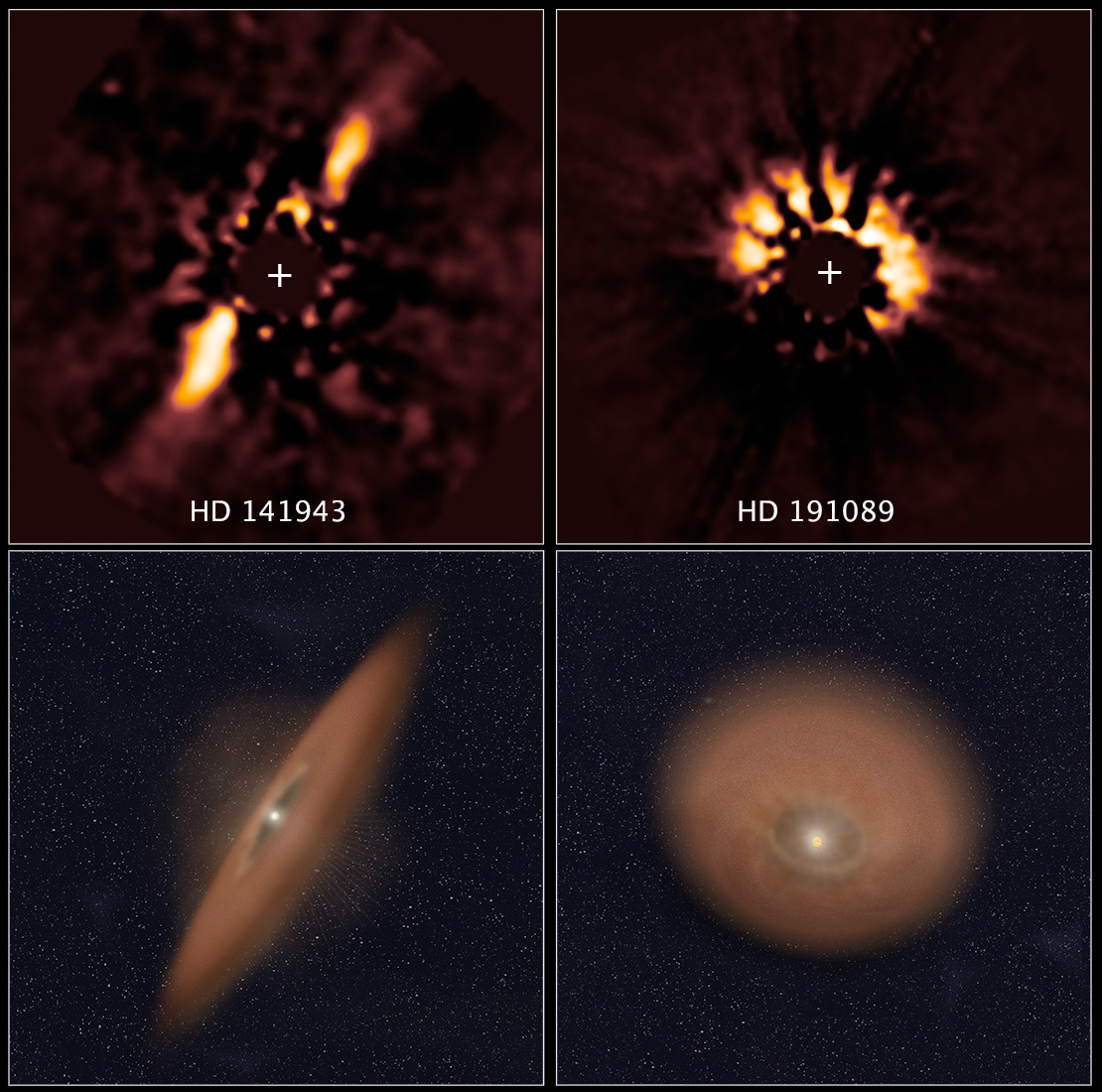
Уламкові диски, виявлені на архівних зображеннях HST молодих зір, HD 141943 і HD 191089, за допомогою вдосконалених процесів отримання зображень (24 квітня 2014 р.).

За певних обставин диск, який тепер можна назвати протопланетним, може започаткувати планетарну систему . Протопланетні диски спостерігаються навколо дуже великої частки зір у молодих зоряних скупченнях. Вони існують від початку формування зорі, але на ранніх стадіях їх неможливо спостерігати через непрозорість навколишньої оболонки. Вважається, що диск протозорі класу 0 є масивним та гарячим. Це акреційний диск, що живить центральну протозорю. Температура може легко перевищити 400К всередині 5 а.о. і 1000К всередині 1 а.о. Нагрівання диска в основному викликано в'язкою дисипацією турбулентності в ньому і випаданням газу з туманності. Висока температура у внутрішній частині диску спричиняє випаровування більшості летких речовин — води, органічних речовин і деяких порід, залишаючи лише найбільш тугоплавкі елементи, такі як залізо. Лід може зберегтися лише у зовнішній частині диска.

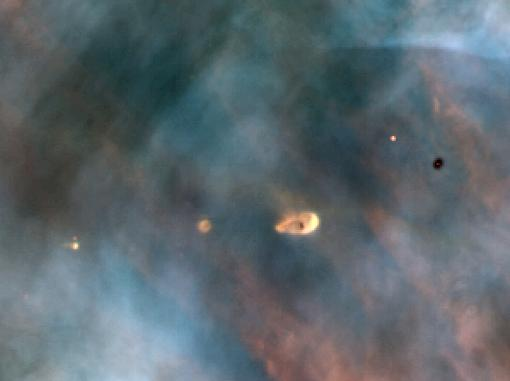
Формування протопланетного диска в туманності Оріона

Головним викликом для фізики акреційних дисків є генерація турбулентності та механізм, що відповідає за високу ефективну в'язкість. Вважається, що турбулентна в’язкість відповідає за транспортування маси до центральної протозорі та імпульсу до периферії диска. Це життєво важливо для накопичення речовини, оскільки газ може приєднуватися до центральної протозорі тільки тоді, коли втратить більшу частину свого кутового моменту. Для цього невелика частина газу має віддалятися назовні, забираючи надлишковий момент. Результатом таких процесів є зростання як протозорі, так і радіуса диска, який може досягати 1000 а.о, якщо початковий кутовий момент туманності достатньо великий. Великі диски регулярно спостерігаються в багатьох областях зореутворення, таких як туманність Оріона.
Тривалість життя акреційних дисків становить близько 10 мільйонів років. До того часу, коли зоря досягає класичної стадії Т-Тільця, диск стає тоншим і охолодженим. Менш леткі речовини починають конденсуватися поблизу його центру, утворюючи 0,1– 1 мкм пилу, що містить кристалічні силікати. Транспортування матеріалу із зовнішнього диска може змішувати ці новоутворені зерна пилу з первинними, які у свою чергу, містять органічні речовини та інші леткі речовини. Це змішування може пояснити деякі особливості в складі тіл Сонячної системи. Саме так, можна обґрунтувати наявність міжзоряних зерен у примітивних метеоритах і тугоплавких включень у кометах.

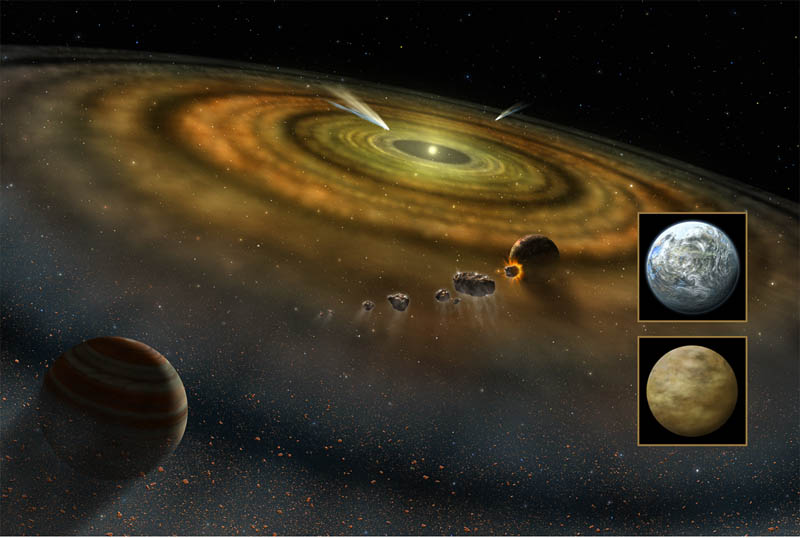
Різноманітні процеси утворення планет, включаючи екзокомети та інші планетезималі навколо Бета Живописця- дуже молодої зорі типу AV (концепція художника NASA).

До утворення більших частинок, розміром до кількох сантиметрів, призводить те, що частинки пилу мають тенденцію злипатися одна з одною в середовищі щільного диска. В інфрачервоних спектрах молодих дисків спостерігаються сліди переробки та коагуляції пилу. Подальша агрегація може призвести до утворення планетезималей - будівельних блоків планет розміром 1 кілометр або більше. Формування планетезималей є ще однією невирішеною проблемою фізики диска, оскільки просте прилипання стає неефективним по мірі наростання пилових частинок.
Однією з гіпотез є утворення через гравітаційну нестабільність. Частинки розміром кілька сантиметрів або більше повільно осідають біля середньої площини диска, утворюючи дуже тонкий та щільний шар пилу товщиною до 100 кілометрів. Цей шар є гравітаційно нестійким і може дробитися на численні згустки, які, у свою чергу, колапсують у планетезималі. Однак різниця у швидкостях газового диска та твердих частинок поблизу серединної площини може створювати турбулентність, яка заважає шару стати достатньо тонким для його фрагментації через гравітаційну нестійкість. Це може обмежити утворення планетезималей на певних ділянках диску, де концентрація твердих речовин підвищена.
Іншим можливим механізмом утворення планетезималей є потокова нестабільність. Частинки, які обертаються крізь газ, відчувають опір, що створює ефект зворотного зв’язку та спричиняє зростання локальних концентрованих згустків. Ці скупчення відштовхують газ, створюючи область, де зустрічний потік для частинок менший. Таким чином, потоки згустків здатні обертатися швидше і зазнавати меншого радіального дрейфу. Ізольовані частинки приєднуються до цих скупчень, коли їх наздоганяють або дрейфують усередину, спричиняючи нарощення маси. Згодом ці згустки утворюють масивні нитки, які фрагментуються та зазнають гравітаційного колапсу, утворюючи планетезималі розміром із більші астероїди.
Формування планет також може бути спровоковано гравітаційною нестабільністю в диску, що спричиняє його фрагментацію на згустки. Деякі з них, якщо вони досить щільні, зруйнуються, що може призвести до швидкого формування планет- гігантів із газу та навіть коричневих карликів на шкалі часу 1000 років. Якщо такі згустки мігрують усередину під час колапсу, приливні сили від зорі можуть призвести до значної втрати маси, залишаючи позаду менше тіло. Однак це можливо лише у масивних дисках — масивніших за 0.3 M☉. Для порівняння, типова маса диска становить 0.01–0.03 M☉. Оскільки масивні диски зустрічаються рідко, цей механізм утворення планет вважається нечастим. З іншого боку, він може відігравати важливу роль у формуванні коричневих карликів.

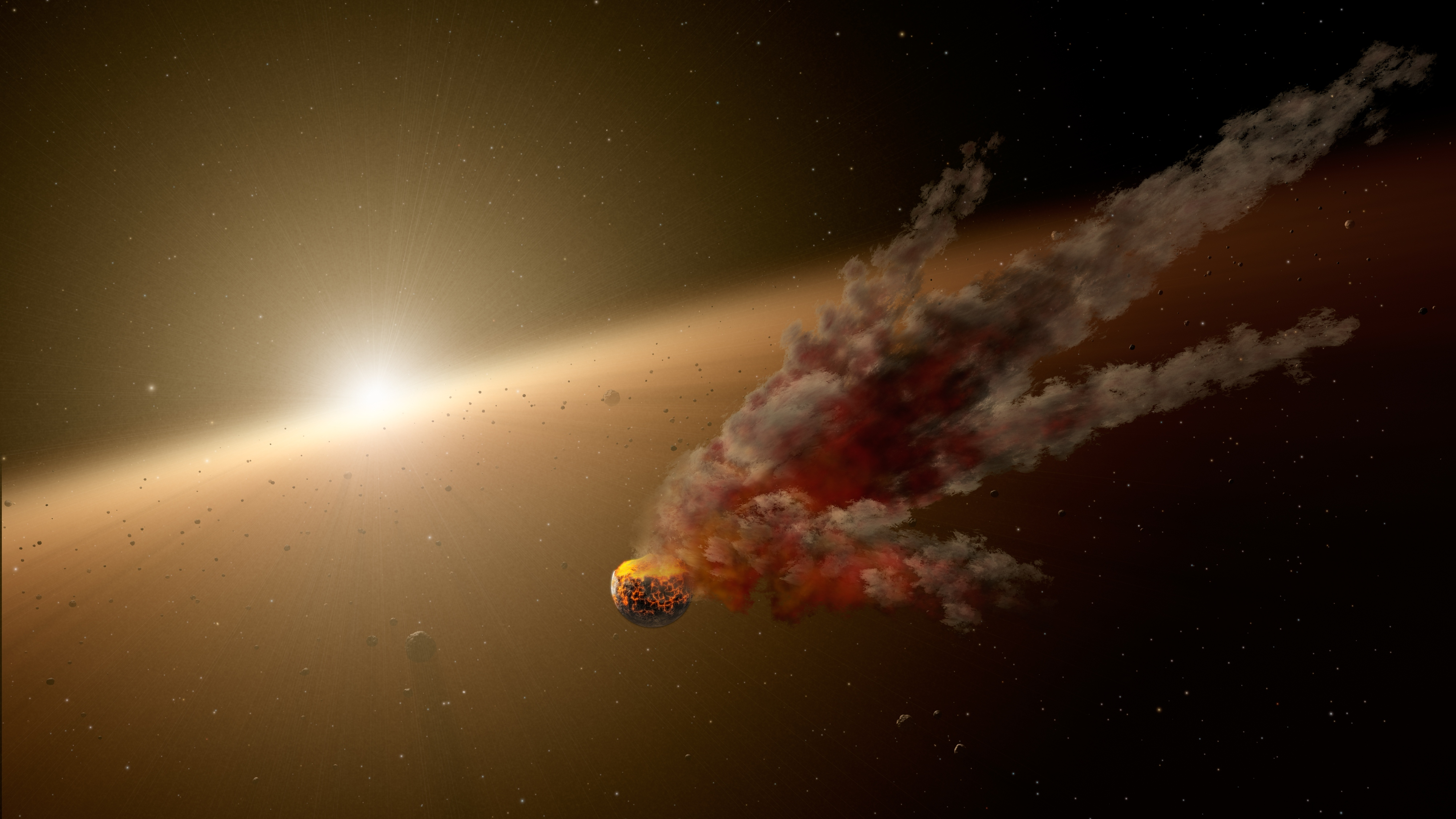
Зіткнення астероїдів — створення планет (концепція художника).

Остаточна дисипація протопланетних дисків запускається кількома різними механізмами. Внутрішня частина диска або накопичується зорею, або викидається біполярними струменями, а зовнішня частина може випаровуватися під впливом потужного УФ- випромінювання зорі під час стадії T Тельця  або сусідніми зорями. Газ у центральній частині може або накопичуватися, або викидатися наростаючими планетами, в той час як дрібні частинки пилу викидаються радіаційним тиском центральної зорі. Зрештою залишається або планетна система, залишковий диск пилу без планет, або нічого, якщо планетезималі не сформувалися.
Оскільки планетезималей дуже багато і вони поширені по всьому протопланетному диску, деякі з них виживають після формування планетної системи. Залишками планетезималей вважаються астероїди. Вони поступово подрібнюють один одного на все менші й менші частини. Комети зазвичай є планетезималями з віддалених куточків планетної системи. Метеорити — це зразки планетезималей, які досягають поверхонь планет. Вони можуть надавати багато інформації про формування Сонячної системи. Метеорити примітивного типу — це шматки роздроблених планетезималей малої маси, де не відбулося термічної диференціації, тоді як метеорити обробленого типу — шматки роздроблених масивних планетезималей. Частиною молодої Сонячної системи могли також стати захоплені міжзоряні об'єкти.

## Формування планет

### Кам'янисті планети
Згідно з моделлю диска сонячної туманності, кам’янисті планети утворюються у внутрішній частині протопланетного диска, в межах снігової лінії, де температура є достатньо високою, щоб запобігти конденсації водяного льоду та інших речовин у зерна. Це призводить до коагуляції чисто кам’янистих зерен і пізніше до утворення кам’янистих планетезималей. Прийнято вважати, що такі умови існують у внутрішніх частинах диску — на відстанях 3-4 а.о. для сонцеподібних зір.
Після малих планетезималей — приблизно 1 км у діаметрі, утворених тим чи іншим шляхом, починається самоприскорювана акреція. Її називають самоприскорюваною, тому що швидкість росту маси пропорційна R4~M4/3, де R і M — відповідно, радіус і маса наростаючого тіла. Питомий (поділений на масу) ріст прискорюється зі збільшенням маси. Переважно, це призводить до зростання більших тіл за рахунок менших. Самоприскорюване прирощення триває від 10 000 до 100 000 років і закінчується, коли найбільші тіла перевищують приблизно 1000 км в діаметрі. Уповільнення акреції викликано гравітаційними збуреннями великих тіл на залишкових планетезималях. На додачу, вплив більших тіл зупиняє подальший ріст менших тіл.
Наступний етап називається олігархічним нарощуванням. Він характеризується домінуванням кількох сотень найбільших тіл — олігархів, які продовжують повільно нарощувати планетезималі. Жодні тіла, крім олігархів, не можуть рости. Швидкість приросту пропорційна R2, який виходить із геометричного перерізу олігарха. Питома швидкість приросту на цій стадії пропорційна M−1/3 і вона зменшується разом із масою тіла. Це дозволяє меншим олігархам наздоганяти більших. Олігархи утримуються на відстані радіуса Хілла один від одного, завдяки впливу решти планетезималей. Це можна оцінити як 10·Hr ( Hr = a(1-e)(M/3Ms)1/3 — радіус Хілла, де a — велика піввісь, e — ексцентриситет орбіти, а M s — маса центральної зорі).  Їх орбітальні ексцентриситети та нахили залишаються малими. Олігархи продовжують зростати, доки планетезималі не вичерпаються в диску навколо них. Буває, що сусідні олігархи зливаються. Кінцева маса олігарха залежить від відстані до зорі та поверхневої щільності планетезималей і називається масою ізоляції. Для скелястих планет це до 0.1 MЕ, або одна маса Марса. Кінцевим результатом олігархічної стадії є формування приблизно 100 зародків планет розміром від Місяця до Марса, рівномірно розташованих приблизно на 10·Hr. Вважається, що вони знаходяться всередині проміжків у диску та розділені кільцями решти планетезималей. Цей етап може тривати до кількох сотень тисяч років.
Останнім етапом формування кам'янистої планети є етап злиття. Він починається, коли залишається лише невелика кількість планетезималей і зародки стають достатньо масивними, щоб заважати один одному, що призводить до того, що їхні орбіти стають хаотичними. Під час цієї стадії зародки викидають залишкові планетезималі, і стикаються один з одним. Результат цього процесу, який триває від 10 до 100 мільйонів років, відбувається утворення обмеженої кількості тіл розміром із Землю. Моделювання показують, що кількість виживших планет, становить у середньому від 2 до 5. У Сонячній системі вони можуть бути представлені Землею та Венерою. Утворення обох планет вимагало злиття приблизно 10-20 зародків, при цьому рівна кількість їх була викинута за межі Сонячної системи. Вважається, що деякі з таких зародків, які виникли в поясі астероїдів, принесли воду на Землю. Марс і Меркурій можна вважати вижившими зародками, що пережили це суперництво. Кам'янисті планети, які зуміли об’єднатися, зрештою осідають на більш-менш стабільних орбітах, пояснюючи, чому планетарні системи зазвичай наповнені до межі, або, іншими словами, чому вони завжди виявляються на межі нестабільності.

### Планети-гіганти

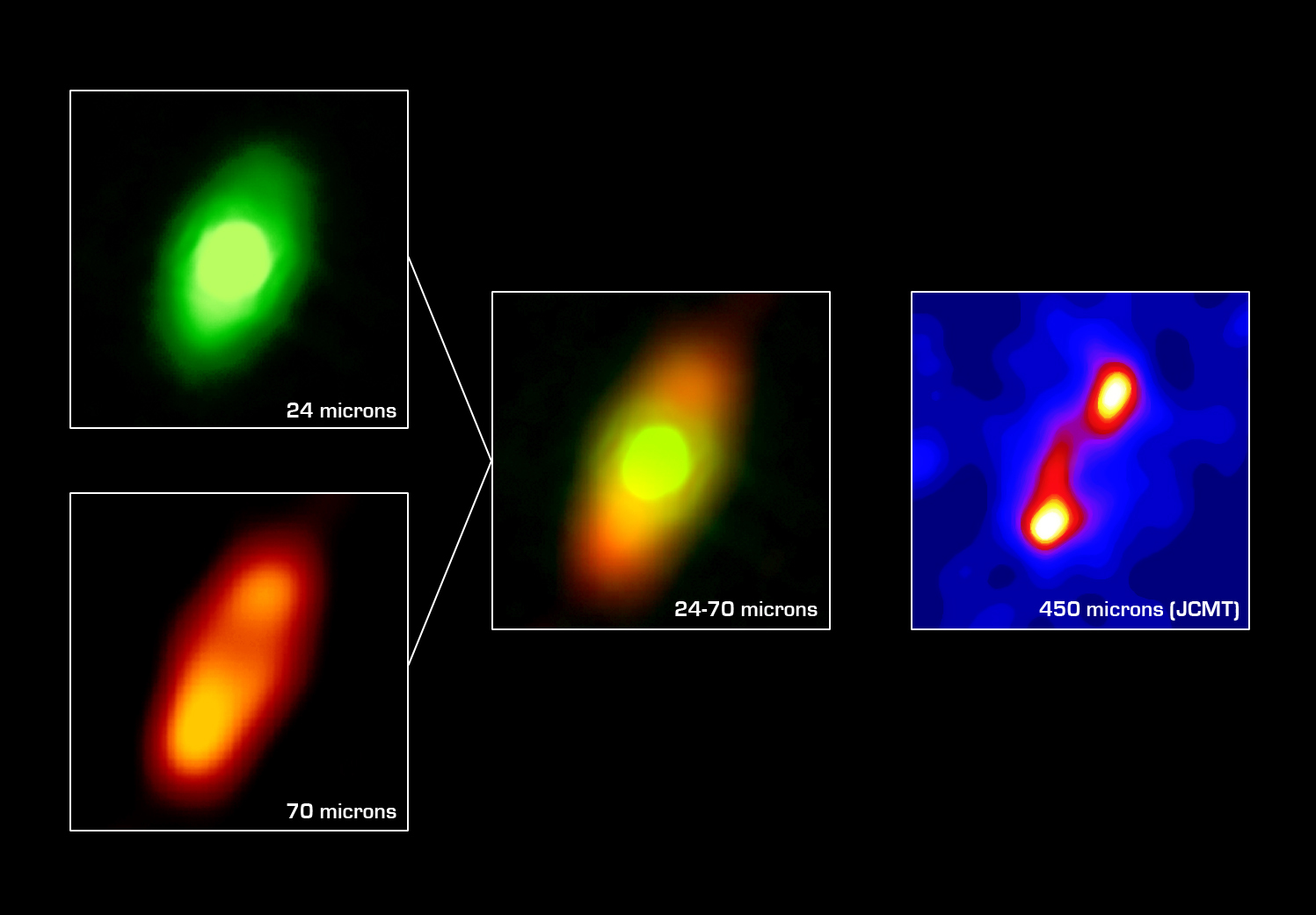
Пиловий диск навколо Фомальгаута — найяскравішої зорі в сузір'ї Золотих Риб. Асиметрія диска може бути викликана гігантською планетою (чи планетами), що обертається навколо зорі.

Утворення планет-гігантів є знаменитою проблемою планетознавства. У рамках моделі сонячних туманностей існують дві теорії їх утворення. Перша — модель нестабільності диска, де гігантські планети утворюються в масивних протопланетних дисках в результаті їх гравітаційної фрагментації (див. вище). Другою можливістю є модель акреції ядра, яка також відома як модель зародкової нестабільності. Останній сценарій вважається найбільш багатообіцяючим, оскільки він може пояснити формування планет-гігантів у відносно малих дисках (менше 0.1 M☉). У цій моделі формування гігантської планети поділяється на дві стадії: а) збільшення ядра приблизно 10 MЕ і б) акреція газу з протопланетного диску. Будь-який метод також може призвести до створення коричневих карликів. Пошуки 2011 року виявили, що аккреція ядра, ймовірно, є домінуючим механізмом формування.
Вважається, що формування ядра планет-гігантів відбувається приблизно вздовж ліній формування планет земної групи. Він починається з планетезималей, які зазнають стрімкого зростання, за якими слідує повільніша олігархічна стадія. Гіпотези не передбачають стадії злиття через низьку ймовірність зіткнень між планетними зародками у зовнішній частині планетних систем. Додатковою відмінністю є склад планетезималей, які у випадку планет-гігантів утворюються за так званою лінією промерзання і складаються в основному з льоду. Співвідношення льоду до каменю в такому випадку становить приблизно 4 до 1, що збільшує масу планетезималей у чотири рази. Однак туманність мінімальної маси, здатна сформувати планети земної групи, може утворити лише 1–2  MЕ на відстані Юпітера (5 а.о.) протягом 10 мільйонів років. Останнє число являє собою середній час життя газових дисків навколо сонцеподібних зір. Пропоновані рішення включають: збільшення маси диска — достатньо було б десятикратного збільшення; міграцію протопланет, яка дозволяє зародку накопичувати більше планетезималей; і, нарешті, посилення аккреції внаслідок захоплення газу в газових оболонках зародків. Певна комбінація вищезазначених ідей може пояснити виникнення ядер таких планет-газогігантів, як Юпітер і, можливо, навіть Сатурн. Утворення таких планет, як Уран і Нептун, є більш проблематичним, оскільки жодна теорія не могла передбачити формування їх ядер на відстані 20–30 а.о., тобто на їх нинішніх положеннях щодо центральної зорі. Одна з гіпотез полягає в тому, що вони спочатку накопичилися в регіоні Юпітер-Сатурн, потім були розсіяні та мігрували до свого теперішнього розташування. Іншим можливим рішенням є наростання ядер планет-гігантів через акреції гальки. У гальковій акреції об’єкти діаметром від сантиметра до метра, що падають на масивне тіло, сповільнюються опором газу, спірально рухаються до нього та зрощуються. Зростання за рахунок акреції камінчиків може бути в 1000 разів швидшим, ніж за рахунок акреції планетезималей.
Коли ядра досягнуть достатньої маси ( 5–10 MЕ), вони починають збирати газ із навколишнього диска. Початково, це повільний процес, що спричиняє збільшення маси ядра до 30 MЕ через кілька мільйонів років. Після цього швидкість акреції різко зростає, а решта 90% маси накопичується приблизно в 10 000 років. Накопичення газу припиняється, коли запас від диска вичерпується. Це відбувається поступово за рахунок утворення проміжку щільності в протопланетному диску та через розосередження диска. У цій моделі крижані гіганти — Уран і Нептун — є невдалими ядрами, які почали накопичувати газ надто пізно, коли майже весь газ уже зник. Етап після самоприскорюваної акреції газу характеризується міграцією новоутворених планет-гігантів і продовженням повільної акреції газу. Міграція викликана взаємодією планети, що сидить у щілині, з залишками диску. Вона припиняється, коли досягає кінця протопланетного диску, або коли диск зникає. Останній випадок відповідає так званим гарячим Юпітерам, які, ймовірно, припинили свою міграцію, коли досягли внутрішнього отвору в протопланетному диску.

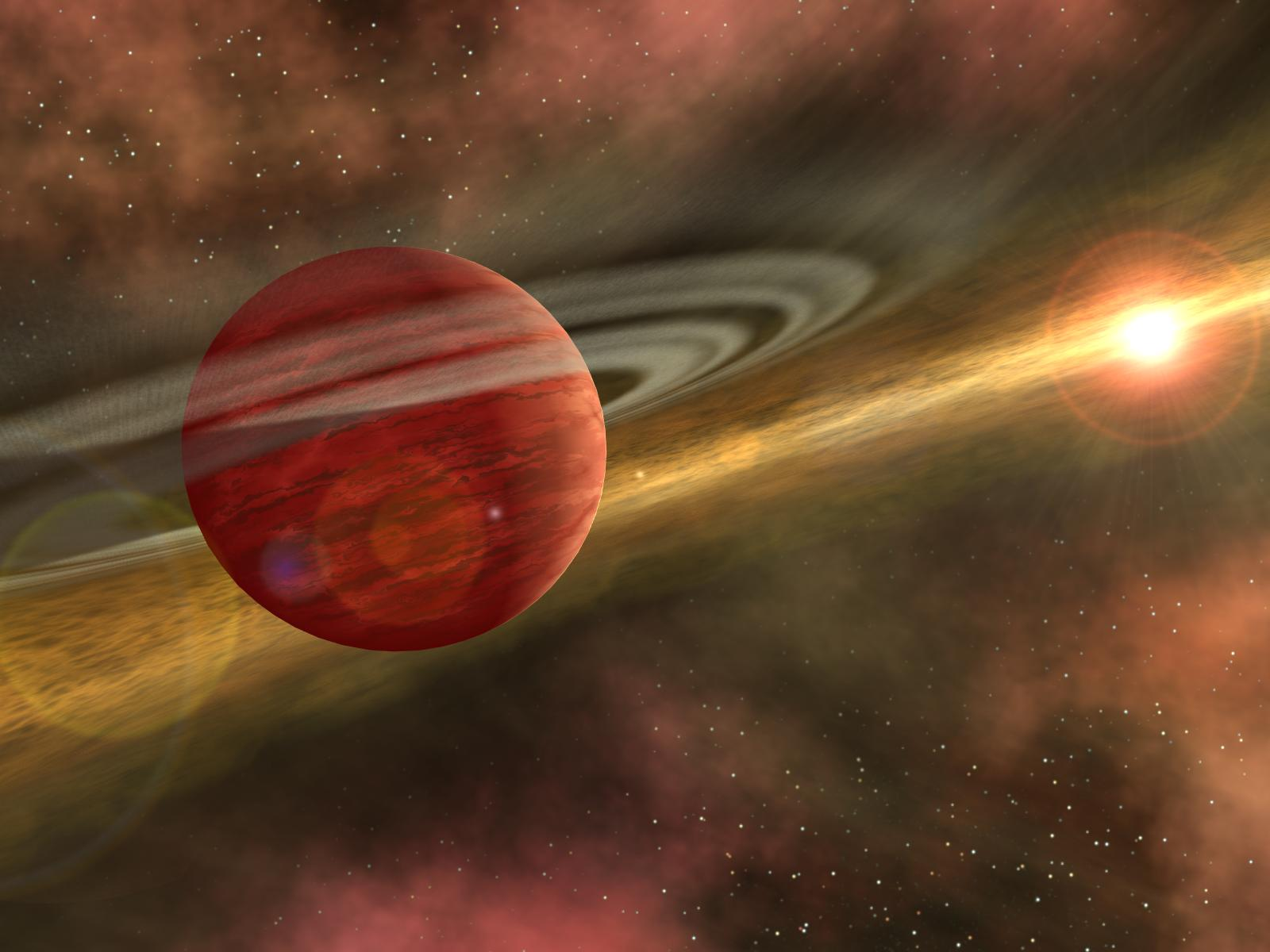
У концепції цього художника планета обертається крізь щелину у пиловому диску, що формує планети, сусідньої зорі.

Під час потокової акреції газу, планета-гігант може бути оточена навколопланетним диском. Цей навколопланетний диск також містить тверді частки, що стає причиною утворення супутників. Вважається, що супутники Галілея утворилися в такому навколопланетному диску.
Планети-гіганти можуть істотно впливати на формування планет земної групи. Присутність гігантів має тенденцію до збільшення ексцентриситетів і нахилів (див. Механізм Козаї) планетезималей і зародків в області планет земної групи (в межах 4 а.о. для Сонячнох системи). Якщо планети-гіганти утворюються надто рано, вони можуть уповільнити або запобігти зростанню внутрішніх планет. Якщо вони сформуються ближче до кінця олігархічної стадії, як, як вважається, сталося в Сонячній системі, вони впливатимуть на злиття планетних зародків, роблячи їх більш жорстокими. В результаті кількість планет земної групи зменшиться, і вони стануть більш масивними. Крім того, розмір системи зменшиться, оскільки планети земної групи будуть формуватися ближче до центральної зорі. Вплив планет-гігантів у Сонячній системі, зокрема Юпітера, можна вважати обмеженим, оскільки вони відносно віддалені від планет земної групи.
Область планетної системи, що примикає до планет-гігантів, зазнає іншого впливу. У такій області ексцентриситети зародків можуть стати настільки великими, що зародки проходять близько до гігантської планети, що може спричинити їх викид із системи. Якщо видалити всі зародки, то в цьому регіоні не утвориться планета. Додатковим наслідком є те, що збережеться величезна кількість малих планетезималей, оскільки планети-гіганти не в змозі очистити їх усі без допомоги зародків. Загальна маса таких планетезималей буде невеликою, оскільки кумулятивна дія планет-гігантів та зародків перед їх викидом все ще достатньо сильна, щоб видалити 99% малих тіл. Подібна область згодом перетвориться на пояс астероїдів, який є повним аналогом поясу астероїдів Сонячної системи, розташованого від 2 до 4 а.о. від Сонця.

### Екзопланети
За останні двадцять років було ідентифіковано тисячі екзопланет, і принаймні мільярди інших у нашому спостережуваному Всесвіті ще належить відкрити. Орбіти багатьох із цих планет і планетних систем значно відрізняються від орбіт планет Сонячної системи. Виявлені екзопланети складають гарячі Юпітери, теплі Юпітери, надземлі та системи щільно розташованих внутрішніх планет.
Гарячі Юпітери та теплі Юпітери, певне, мігрували на свої поточні орбіти під час або після свого формування. Було запропоновано ряд можливих механізмів цієї міграції, таких як: а) міграція типу I або II може плавно зменшувати велику піввісь орбіти планети, що призводить до теплого або гарячого Юпітера; б) гравітаційний вплив інших планет може змусити планету вийти на витягнуту орбіту з перигелієм біля зорі. Згодом припливні взаємодії із зорею можуть зробити її орбіту більш круговою, залишаючи планету на близькій відстані; в) якщо була присутня масивна планета-компаньйон або зоря на похилій орбіті, обмін нахилу на ексцентриситет за допомогою механізму Козаї, що підвищує ексцентриситет і знижує перигелій з подальшою циркуляризацією, також може призвести до близької орбіти.
Багато планет розміром з Юпітер мають ексцентричні орбіти, що може вказувати на те, що між планетами відбулися гравітаційні зіткнення, хоча міграція під час резонансу також може викликати ексцентриситети. Було також запропоновано фактичне зростання гарячих Юпітерів на тісній орбіті суперземлі. Ядра, згідно цієї гіпотези, могли утворитися локально або на більшій відстані та мігрувати близько до зорі.
Надземлі та інші близькі планети вважаються утвореними "in situ" - якщо вони формувались на одному місці (на тому, ж де їх спостерігають й нині), або "ex situ" - тобто вони мігрували всередину зі своїх початкових положень. Утворення "на місці" близько орбітальних надземель потребувало б масивного диска, міграції планетних зародків з наступними зіткненнями та злиттям або радіального дрейфу дрібних твердих тіл з більшої частини диска. Міграція надземель або їхніх зародків, що зіштовхувалися та формували їх, ймовірно, відбувалася за механізмом типу I через їхню відносно малу масу. Резонансні орбіти деяких екзопланетних систем свідчать про те, що в цих системах дійсно відбувалася міграція. Водночас розташування орбіт у багатьох інших системах, які не перебувають у резонансі, вказує на те, що після розсіювання газового диска в них, ймовірно, сталася орбітальна нестабільність. Відсутність надземель і планет на близьких орбітах у Сонячній системі може пояснюватися тим, що раніше сформований Юпітер заблокував їхню міграцію всередину.
Кількість газу, який отримує надземля, сформувана in situ, може залежати від моменту ударного злиття планетарних зародків відносно розсіювання газового диска. Якщо злиття відбуваються після розсіяння газового диска, можуть утворитися планети земної групи. Це, в свою чергу, можливо, якщо в перехідному диску може утворитися надземля з газовою оболонкою масою у кілька відсотків маси планети. Якщо злиття відбудуться занадто рано, може статися накопичення газу, що призведе до утворення газового гіганта. Злиття починається, коли динамічне тертя через газовий диск стає недостатнім для запобігання зіткненням, процес, який почнеться раніше в диску з вищою металічністю. Альтернативно, аккреція газу може бути обмежена через те, що оболонки не перебувають у гідростатичній рівновазі. Натомість, газ може протікати крізь оболонку, уповільнюючи її зростання та затримуючи початок аккреції газу, поки маса ядра не досягне 15 мас Землі.

## Значення акреції
Використання терміну « акреційний диск » для протопланетного диска призводить до плутанини щодо процесу планетарної аккреції. Протопланетний диск іноді називають акреційним диском, тому що поки молода протозоря типу T Тельця ще стискається, газоподібний матеріал все ще може падати на неї. При цьому, газ із внутрішнього краю диска накопичується на її поверхні. В акреційному диску існує чистий потік маси від більших радіусів до менших радіусів.
Однак, це значення не слід плутати з процесом акреції, що формує планети. У цьому контексті акреція означає процес, під час якого охолоджені й затверділі частинки пилу та льоду, що обертаються навколо протозорі в протопланетному диску, зіштовхуються, злипаються та поступово збільшуються в розмірах. Так відбувається аж до стадії високоенергетичних зіткнень між великими планетезималями.
Крім того, планети-гіганти, ймовірно, мали власні акреційні диски в першому значенні цього слова.Хмари захопленого водню та гелію стискалися, оберталися швидше, сплющувалися і осідали на поверхню кожної гігантської протопланети, в той час як тверді тіла в цьому диску злипалися, утворюючи регулярні супутники газового гіганта.

## Виноски
1. ↑  Порівняйте це з концентрацією молекул у повітрі на рівні моря — 2.8×1019 см−3.
2. ↑  Зорі типу T Тельця- молоді зорі масою меннш, ніж 2.5 M☉ проявляють підвищений рівень активності.Їх поділяють на два класи: класичні зорі типу T Тельця і зі слабкими лініями[38]. Останні не мають акреційних дисків. Перші мають акреційні диски і продовжують поглинати гарячий газ, який проявляє себе сильними спектральними лініями випромінювання. З часом класичні зорі типу T Тельця перетворюються на зорі зі слабкими лініями [39].
3. ↑  Планетезималі поблизу зовнішнього краю області утворення планет земної групи — від 2,5 до 4 а.о. від Сонця — можуть накопичувати деяку кількість льоду. Однак, камені все ще переважають у їхньому складі. Так, наприклад, відбувається з астероїдами у зовнішній частині головного астероїдного поясу Сонячної системи[59].
4. ↑  Як варіант, вони можуть зіштовхуватись з центральною зорею або планетою-гігантом.